# Francisco Javier Simonet
Francisco Javier Simonet y Baca (Málaga, 1 de junio de 1829-Madrid, 9 de julio de 1897) fue un orientalista, arabista, lexicógrafo e historiador español.

## Trayectoria
Fue condiscípulo de Juan Valera y Antonio Cánovas del Castillo. Catedrático de lengua árabe en la Universidad de Granada (1862). 
En 1867 la Academia de la Historia lo premió por su obra Historia de los mozárabes españoles. 
Formó parte de la Comisión de Monumentos de Granada, integrada también por su amigo Manuel Gómez-Moreno González, José y Manuel Oliver y Hurtado y Manuel de Góngora. 
Hizo una Crestomatía arábigo-española (1881) publicada en colaboración con José María Lerchundi, y destacan especialmente sus trabajos sobre los mozárabes de al-Ándalus, sobre todo su Glosario de voces ibéricas y latinas usadas entre los mozárabes (1888) y su Historia de los mozárabes de España (1897-1903). 
Entusiasta admirador, durante su juventud, de la cultura arábiga, modificó luego estas ideas, poniendo verdadero empeño en demostrar que la literatura y las artes de los árabes nada tienen de original, y que hasta su idioma tomó mucho de las naciones en donde se asentó la religión de Mahoma. De acuerdo con Simonet, si hubo cultura en el imperio de Córdoba se debió principalmente a los mozárabes, que, como los griegos o los romanos, enseñaron a sus conquistadores las ciencias y las artes.
Según el diario El Siglo Futuro, la obra magna de Simonet fue «la de reducir á polvo la falsa historia de Dozy sobre los árabes españoles».
Juan Valera, al hablar sobre él en Historia y política, destacó su gran erudición y religiosidad.

## Militancia integrista

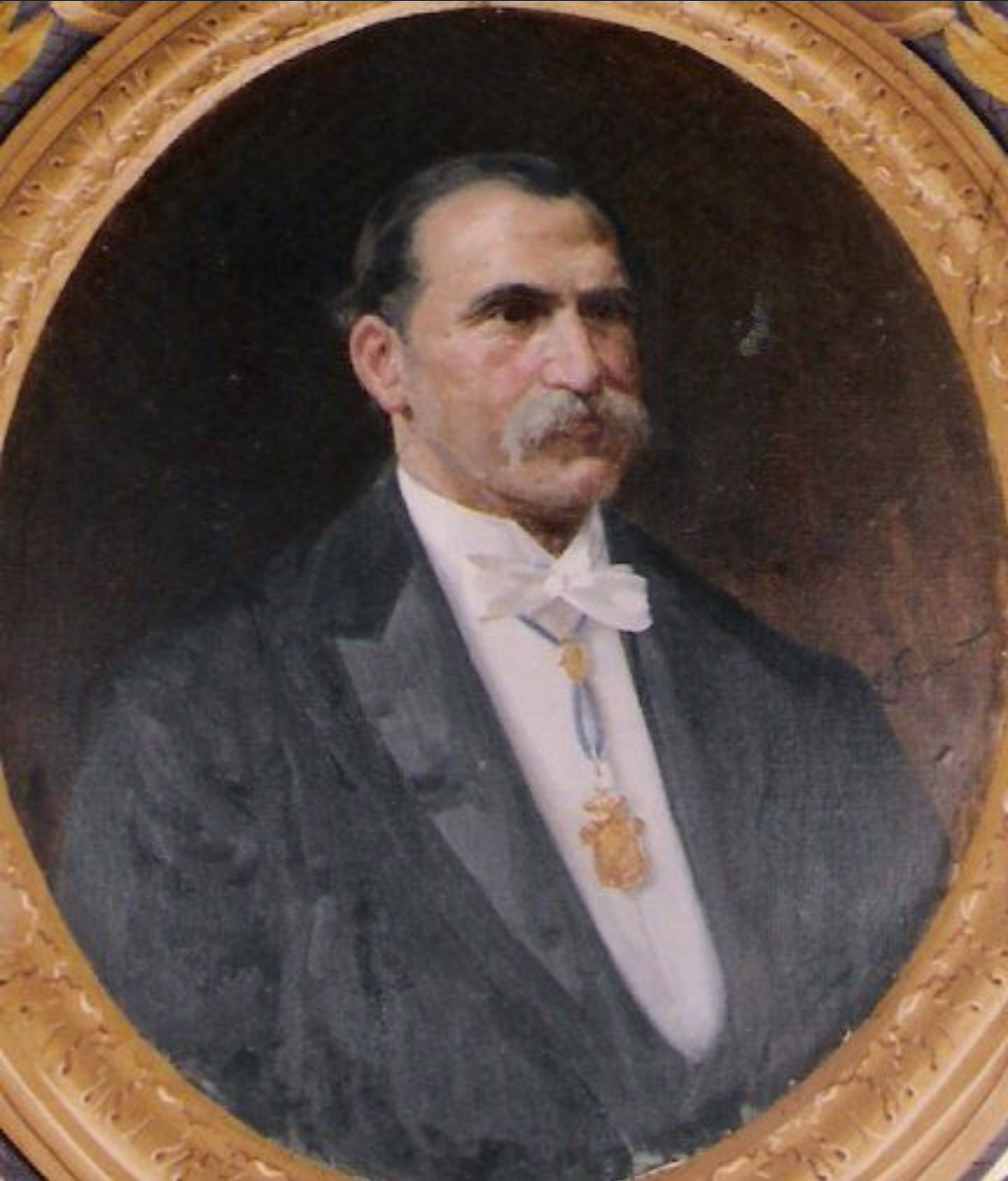
Francisco Javier Simonet retratado por su sobrino Enrique Simonet

En política Simonet se adhirió al carlismo tras la revolución de 1868 y fue uno de los promotores del diario carlista granadino La Esperanza del Pueblo. Posteriormente militó en el Partido Integrista de Ramón Nocedal. Fue lector y colaborador asiduo de El Siglo Futuro, principal órgano de prensa de este partido.
De acuerdo con Antonio Almagro y Cárdenas, Simonet comparó a los sultanes mahometanos, que consideraba déspotas y sanguinarios, con los corifeos del liberalismo, a quienes llamaba «los modernos sarracénicos», sosteniendo que España no había dejado de estar bajo el yugo musulmán, y que los jefes de los partidos liberales eran legítimos sucesores de los reyezuelos de Taifas.
Hizo propaganda de sus ideas en la Universidad de Granada y donó a la biblioteca de la Facultad de Filosofía y Letras un ejemplar de la edición políglota de El liberalismo es pecado,  que se conserva actualmente.
En octubre de 1892 Francisco Javier Simonet participó en el Congreso Católico de Sevilla, actuando en representación de El Siglo Futuro y el partido integrista. En septiembre de 1896 Simonet figuraba como uno de los católicos granadinos adheridos al Congreso antimasónico de Trento junto con su compañero de facultad, el también catedrático y arabista Leopoldo Eguílaz.
Perteneció al Consejo de la Academia y Corte de Cristo fundada por el canónigo del Sacromonte José Gras y Granollers.

## Publicaciones
- Historia de los mozárabes de España deducida de sus mejores y más auténticos testimonios de los escritores cristianos y árabes Madrid: Establecimiento Tipográfico de la Viuda e Hijos de M. Tello, 1897-1903, edición facsímil, Valladolid: Maxtor, 2005, LVIII + 976 Págs. En dos tomos. ISBN 84-9761-153-5; fue reimpresa en Ámsterdam: Oriental Press, 1967, y luego en cuatro volúmenes por Madrid, Turner, 1983. También en Córdoba: Almuzara, 2018, en un volumen. ISBN 978-84-17044-11-4.
- Historia de los mozárabes de España, 1: Los virreyes (años 711 a 756) Madrid, Ediciones Turner, 1983.
- Historia de los mozárabes de España, 2: De Abderramán I a Mohamed I (años 756 a 870) Madrid Ediciones Turner, 1983.
- Historia de los mozárabes de España, 3: Hasta la conquista de Toledo por Alfonso VI (años 870 a 1085) Madrid Ediciones Turner, 1983.
- Historia de los mozárabes de España, 4: Los últimos tiempos (años 1085 a 1492). Madrid Ediciones Turner, 1983.
- Con José María Lerchundi, Crestomatía arábigo-española ó Colección de fragmentos históricos, geográficos y literarios relativos a España bajo el periodo de la dominación sarracénica: seguida de un vocabulario de todos los términos contenidos en dichos fragmentos Granada, 1881 (Imprenta de Indalecio Ventura)
- Con José Lerchundi, Crestomatía arábigo-española: 2ª parte, vocabulario arábigo-español] Granada, 1883 (Imp. de I. Ventura Sabatel)
- Leyendas históricas árabes Madrid: Imprenta y litografía de Juan José Martínez, 1858. Contiene: Almanzor. Precedida de un prólogo de Pedro Madrazo {encuadernado al final}. Meriem. Apéndices de Meriem. Medina Azzahrá. Apéndices de Medina Azzahrá. Camar.
- Descripción del reino de Granada bajo la dominación de los naseritas: sacada de los autores árabes y seguida del texto inédito de Mohammed ebn Aljatib por Francisco Javier Simonet. Madrid: Imprenta Nacional, 1860
- Descripción del Reino de Granada sacada de los autores arábigos por Francisco Javier Simonet Granada: Imprenta y Librería de Reyes y Hermano, 1872
- Glosario de voces ibéricas y latinas usadas entre los mozárabes: precedido de un estudio sobre el dialecto hispano-mozárabe (Madrid: 1888); reimpreso en Beirut: Librairie du Liban, 1975. Edición facsímil en dos volúmenes Madrid: Ediciones Atlas 1982.
- El cardenal Ximenez de Cisneros y los manuscritos arábigo-granadinos Granada, 1885 (Imprenta de la Lealtad a cargo de J. G. Garrido)
- Meriem, Medina Azzahra y Camar: leyendas históricas árabes Madrid: Juan José Martínez, 1860, es segunda edición, reimpresa en Tres leyendas árabes Madrid: Ediciones Polifemo, 2001
- Almanzor: una leyenda árabe Madrid: Polifemo, 1986
- Medina Az Zahra: crestomatía de los principales autores musulmanes y orientalistas (episodio histórico) Córdoba: Córdoba Gráfica, 1928 (Imp. La Unión)
- Cuadros históricos y descriptivos de Granada coleccionados con motivo del cuarto centenario de su memorable reconquista por F.J. Simonet Madrid: Sociedad Editorial de San Francisco de Sales, 1896; facsímil en Madrid, 1982.
- Wallada: poetisa cordobesa del siglo XI. Granada, 1880 (La Estrella de Occidente).
- Málaga sarracénica. Granada, 1880 (La Estrella de Occidente).
- Santoral hispano-morárabe escrito en 961 por Rabi Ben Zaid, obispo de Iliberis; publicado y anotado por Francisco Javier Simonet Madrid: tipografía de Pascual Conesa, 1871.
- "Prólogo" a El Concilio III de Toledo, base de la nacionalidad y civilización española precedida de un prólogo por Javier Simonet; y de un estudio histórico por el P. Juan Antonio Zugasti. Madrid, 1891 (Imprenta de Fortanet).
- Influencia del elemento indígena en la cultura de los moros del Reino de Granada: estudio destinado al Congreso Internacional de los Católicos celebrados en Bruselas en septiembre de 1894 Tánger, 1895 (Imp. de la Misión Católica)
- Recuerdo del tercer centenario de la muerte del V. P. Maestro Fr. Luis de Granada Bilbao, 1889 (Tip. Cast. de S. Francisco de Sales)
- Misión civilizadora de la Iglesia Católica y de la Nación Española en el descubrimiento del nuevo mundo: discurso presentado por D. Francisco Javier Simonet al tercer Congreso Católico Nacional Granada, 1893 (Imprenta de D. José López Guevara)